# 時松隆光
時松 隆光（ときまつ りゅうこう、1993年9月7日 - ）は、日本の男子プロゴルファー。所属はロピア。本名は時松 源藏（ときまつ げんぞう）。師匠は篠塚武久。

## 人物
1993年9月7日、福岡県那珂川市出身。生後4ヶ月で先天性心房中隔欠損症と診断され、4歳で手術を受ける。その為、父が息子の体を強くしようと考え、ゴルフを始めさせた。その甲斐もあり、2009年に1年生でレギュラーになり、その年の全国高等学校ゴルフ選手権大会で団体戦優勝に輝いている。
2011年には日本ジュニアのナショナルチームに選ばれ、同年の世界ジュニアゴルフ選手権に出場、個人戦3位入賞を果たしている。
2012年に高校卒業後、プロに転向。2015年に日本プロゴルフ協会公認のプロテストにチャレンジし、1位合格を果たした。これにより時松はJPGAツアープロとなった。
2016年、7月上旬のJGTOチャレンジツアーのジャパンクリエイトチャレンジin 福岡雷山でプロ初優勝を果たす。時松はこの優勝でツアー大会のダンロップ・スリクソン福島オープン（7月21日～7月24日）出場権を獲得、本戦のダンロップオープンでは3日目に首位に立ち、最終日には2位に3打差をつけてツアー初優勝を果たした。またこの優勝で時松は、『チャレンジツアー優勝資格でツアー競技に出場した選手による公式ツアートーナメントの初優勝者』という壮挙を達成することとなった。
2020年1月23日に開かれたジャパンゴルフツアー選手会の理事会において選手会長に選出された。

2021年1月27日にリモートで開かれたジャパンゴルフツアー選手会の理事会において前年に続き選手会長に選出された。

## ツアー優勝記録
| No. | 開催時期                  | 大会名                                 | 優勝スコア | 2位との差 | 2位                  |
| --- | ------------------------- | -------------------------------------- | ---------- | --------- | -------------------- |
| 1   | 2016年7月21日 - 7月24日   | ダンロップ・スリクソン福島オープン     | -25（263） | 3打差     | 岩本髙志             |
| 2   | 2017年10月19日 - 10月22日 | ブリヂストンオープンゴルフトーナメント | -9（133）  | 2打差     | 李尚熹（イ・サンヒ） |
| 3   | 2018年5月17日 - 5月20日   | 関西オープンゴルフ選手権競技           | -10（278） | 1打差     | 今平周吾／ 上井邦裕  |

## その他の優勝記録
- 2016年 
  - ジャパンクリエイトチャレンジ（JGTOチャレンジトーナメント）[6]
  - ネスレインビテーショナル日本プロゴルフマッチプレー選手権 レクサス杯（ツアー対象外競技）[13]

## テレビ（バラエティ）出演
- ジャンクSPORTS（フジテレビ、2018年6月10日、6月17日）男子ゴルフスペシャル